# InstaFinder
InstaFinder es un programa "malware" que funciona como módulo DLL en forma de plugin para el navegador web Internet Explorer de Microsoft.
Al descargar e instalar este software, todos los errores escritos en la barra de direcciones harán que el navegador sea redirigido a la página de búsqueda de InstaFinder, en lugar de a la página por defecto de Internet Explorer. Asimismo, muestra anuncios publicitarios y pop-ups en el PC. También se constató que vienen con el popular software de intercambio P2P Kazaa y se pueden encontrar en otras aplicaciones de software. InstaFinder puede eliminarse con programas de eliminación de spyware, como Spybot.
- Datos: Q5916978